# Jerzy Butowtt

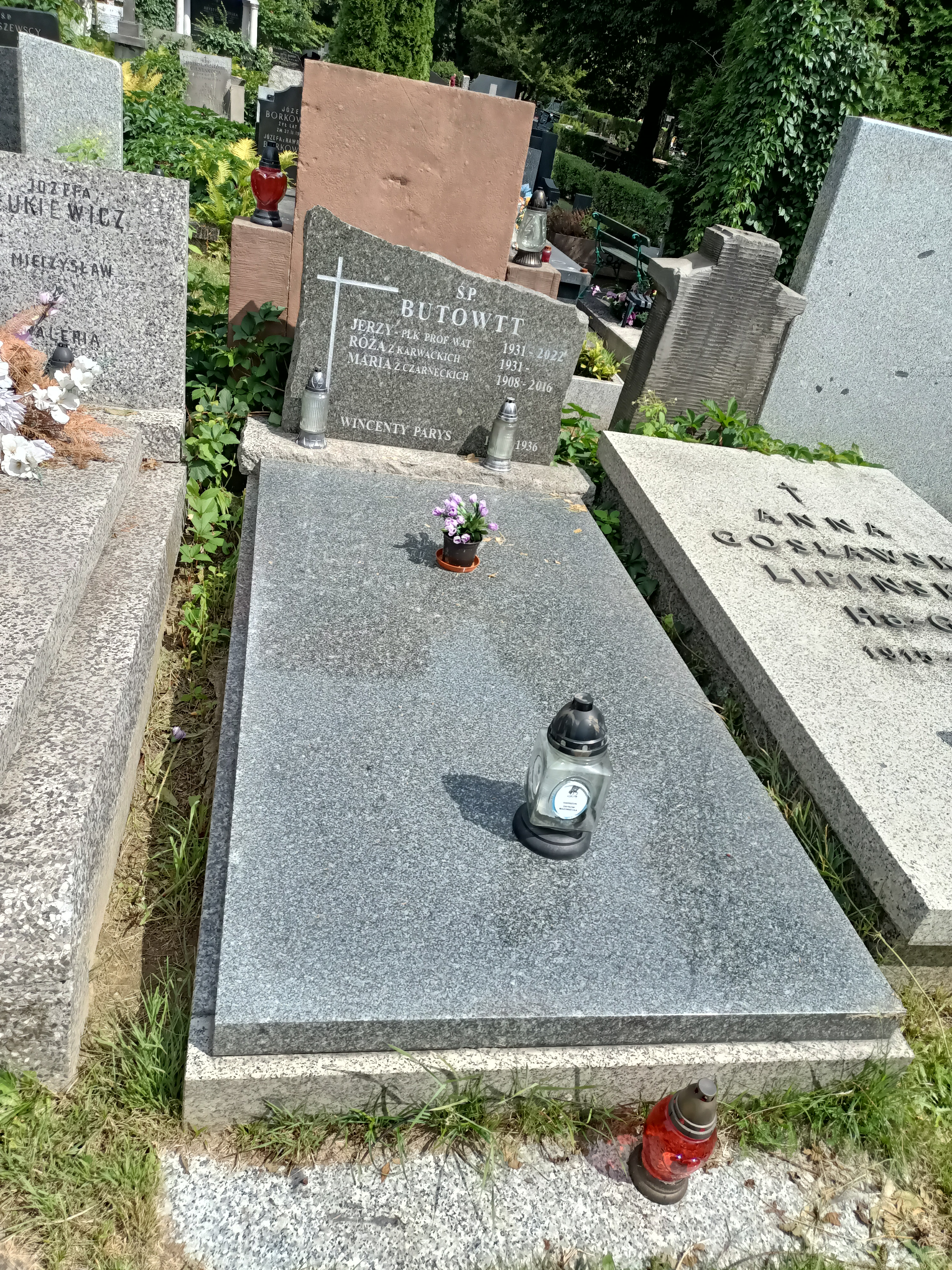
Grób Jerzego Butowtta na Cmentarzu Wojskowym na Powązkach

Jerzy Marek Butowtt (ur. 25 lutego 1931 w Morawicy, zm. 6 marca 2022) – polski specjalista w zakresie geodezji i kartografii, prof. dr hab. inż.

## Życiorys
Obronił pracę doktorską, następnie uzyskał stopień doktora habilitowanego. Został zatrudniony na stanowisku profesora w Katedrze Fotogrametrii i Teledetekcji na Wydziale Inżynierii Środowiska i Geodezji Akademii Rolniczej im. Hugona Kołłątaja w Krakowie, oraz w Zakładzie Teledetekcji i Fotogrametrii na  Wydziale Inżynierii Lądowej i Geodezji Wojskowej Akademii Technicznej im. Jarosława Dąbrowskiego.
Był kierownikiem Katedry Fotogrametrii i Teledetekcji Wydziału Inżynierii Środowiska i Geodezji Akademii Rolniczej im. Hugona Kołłątaja w Krakowie.
Zmarł 6 marca 2022, pochowany na Cmentarzu Wojskowym na Powązkach w Warszawie.